# Merktekens in Duitse concentratiekampen

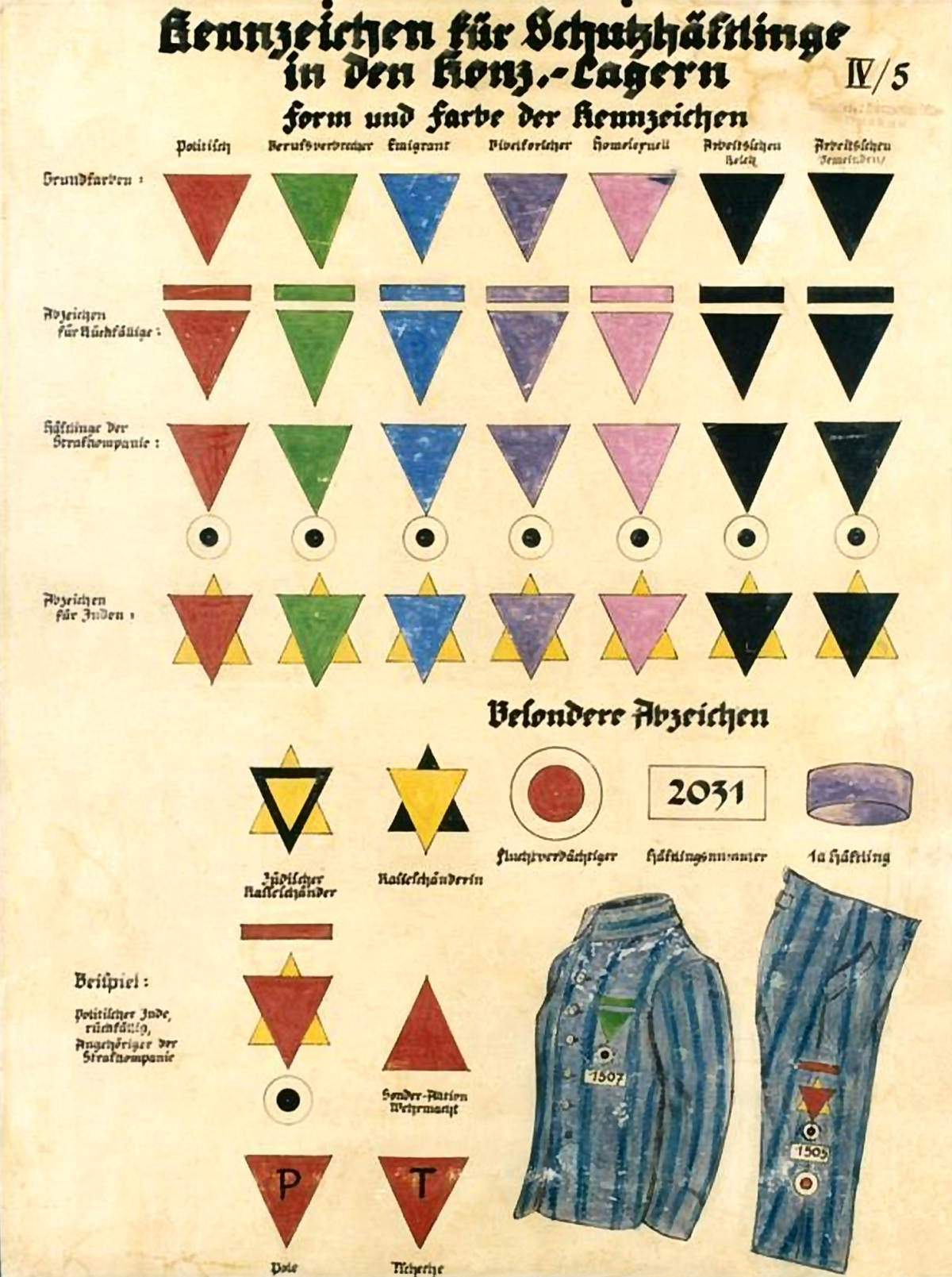
Merktekens in Duitse concentratiekampen

Tijdens de Tweede Wereldoorlog interneerden de nazi's verschillende groepen mensen in hun concentratiekampen. Om deze vlot van elkaar te kunnen onderscheiden, gebruikten ze een indeling met gekleurde driehoeken.

## Identificatienummer

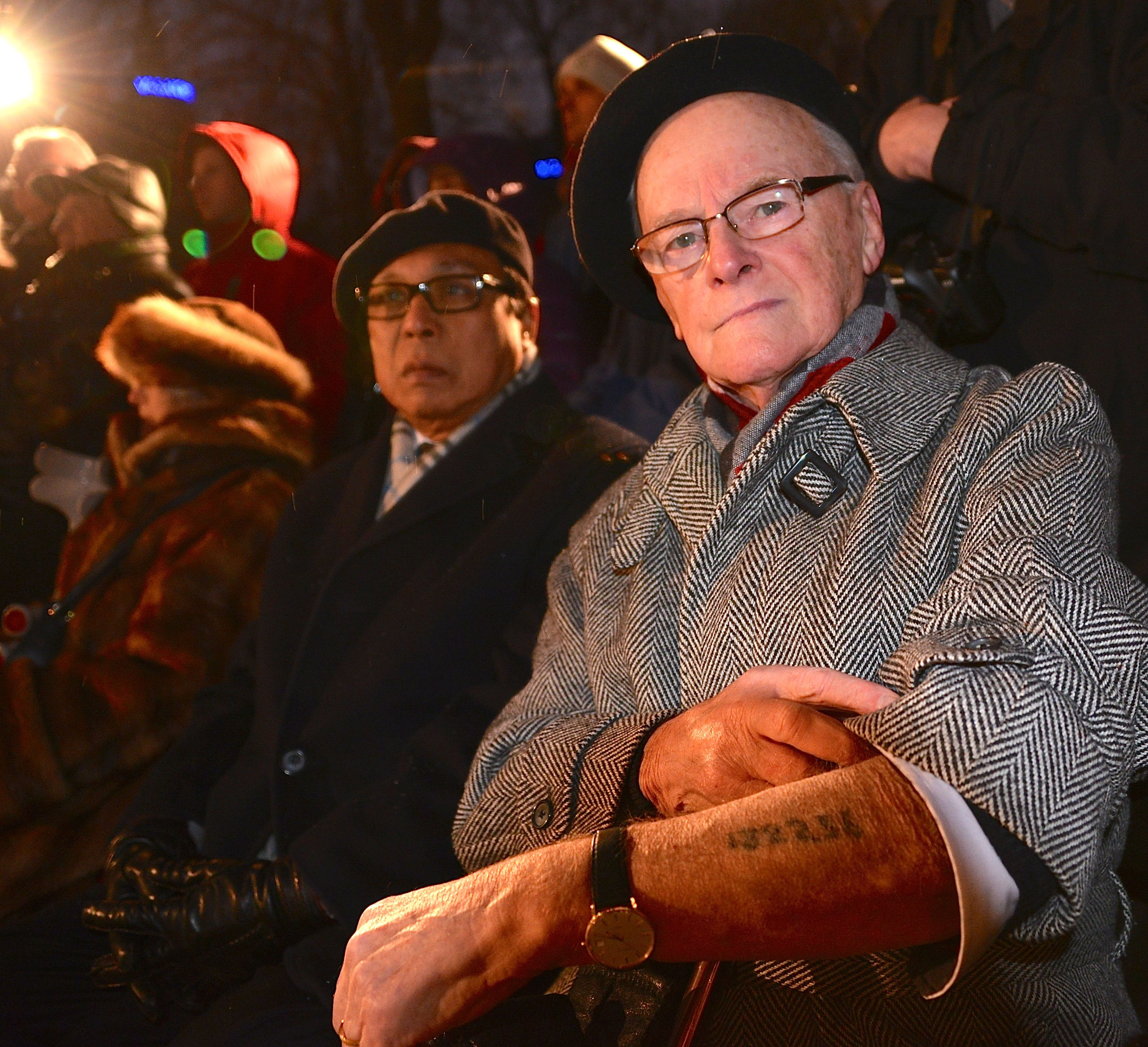
Tatoeage van identificatienummer

Elke gevangene kreeg een identificatienummer dat duidelijk in zwart op witte stof was gezet. Dit nummer werd alleen in Auschwitz getatoeëerd op de huid.

## Soorten merktekens

### Rode driehoek
De rode driehoek is een rode gelijkzijdige driehoek die op zijn punt staat. Hij stond symbool voor politieke gevangenen. Hieronder vielen onder meer communisten en andere binnenlandse tegenstanders van de nazi's, vrijmetselaars en buitenlandse politieke gevangenen en verzetsstrijders. De meeste mensen kregen ook een identificatienummer.
Na de oorlog hebben antifascisten de omgekeerde rode driehoek, veelal gedragen als pin, opgenomen als symbool voor hun strijd tegen extreemrechts.

### Roze driehoek
De roze driehoek Rosa Winkel is een roze gelijkzijdige driehoek die op zijn punt staat. Deze gold als symbool voor seksuele misdrijven zoals verkrachting, pedofilie en bestialiteit. Deze driehoek moest ook worden gedragen door iedere gevangene die veroordeeld was volgens Paragraaf 175, die oorspronkelijk betrekking had op homoseksualiteit, maar door de nazi's ook op gelegenheidshomo's en biseksuele mannen toegepast werd. Overigens bestond er, hoewel ze al wel vervolgd werden, in eerste instantie geen structureel vervolgingsbeleid tegen homoseksuelen. Pas na de Nacht van de Lange Messen (en dus na de moord op de homoseksuele leider van de Sturmabteilung, Ernst Röhm) kwam in Duitsland ook de jacht op homoseksuelen op gang.
De Roze driehoek is tegenwoordig een veel gebruikt symbool voor de holebigemeenschap.

### Zwarte driehoek
De zwarte driehoek was voor 'asociale elementen'. Hieronder vielen werkweigeraars, dienstweigeraars, prostituees, alcoholisten en veel niet tot arbeid in staat zijnde zwakzinnigen. Roma kregen aanvankelijk ook een zwarte driehoek omdat 'hun gedrag en cultuur die hen afzonderde van de maatschappij' eveneens als asociaal werd gezien. Later kregen ze een bruine driehoek. Hoewel er geen structureel vervolgingsbeleid tegen lesbiennes bestond, werden ook zij onder de noemer 'asociaal' in concentratiekampen opgesloten.

### Groene driehoek
De groene driehoek was voor criminelen.

### Blauwe driehoek
De blauwe driehoek werd gedragen door emigranten. Ook buitenlanders die in Duitsland tewerkgesteld waren en hierbij niet of onvoldoende hadden meegewerkt werden met een blauwe driehoek in de kampen opgesloten.

### Bruine driehoek
De bruine driehoek werd gegeven aan roma, die door de nazi's net als de joden beschouwd werden als een minderwaardig "ras". Aanvankelijk kregen roma de zwarte driehoek, tot voor hen deze aparte categorie werd gecreëerd.

### Paarse driehoek
De paarse driehoek werd gedragen door Jehovah’s getuigen. Ook enkele Vrije Bijbelonderzoekers en zevendedagsadventisten kregen een paarse driehoek.

### Gele ster

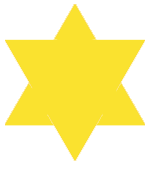
Merkteken voor een "gewone" jood

Merkteken voor een homoseksuele jood

De gele driehoek die met de punt naar boven wijst, was altijd aanwezig bij een jood. Als de jood naar nazinormen nog meer op zijn kerfstok had, werd de omgekeerde driehoek ingekleurd. Was de jood bijvoorbeeld ook nog een crimineel, dan kreeg hij een omgekeerde groene driehoek over zijn gele driehoek. Joodse homoseksuelen kregen een combinatie van geel met roze en joodse lesbische vrouwen kregen geel met zwart. Paste een joodse gevangene niet in de voorvermelde categorieën, dan was de ster volledig geel.

Merkteken van een joodse "rasbevuiler"

Merkteken van een Arische "rasbevuilster"

Joodse "rasbevuilers" kregen een zwart omlijnde gele omgekeerde driehoek over hun gele driehoek. Ook niet-joden konden een dubbele driehoek krijgen. Zo werden vrouwelijke Arische "rasbevuilers" gemerkt met een combinatie van een zwarte en een gele driehoek. Om hen te onderscheiden van joodse lesbische vrouwen werd de gele driehoek óver de zwarte driehoek geplaatst. "Rasbevuilers" waren mensen die de rassenwetten van Neurenberg niet naleefden, bijvoorbeeld joden die met Ariërs hadden geslapen of andersom.

## Bijkomende aanduidingen

### Recidivisten

Merkteken voor een recidiverende homoseksueel

Zij die hervallen waren in hun "misdaad" kregen een streep boven hun omgekeerde driehoek, in de kleur van die driehoek. Misdadigers die waren vrijgelaten en hervielen, kregen bijvoorbeeld een groene streep boven hun driehoek. Homoseksuelen die opnieuw betrapt werden met de mannenliefde kregen een roze streep boven hun driehoek.

### Ontsnappingen
Gevangenen waarvan men dacht dat ze een poging zouden doen om te ontsnappen, of een poging hadden gedaan om te ontsnappen, kregen een kokarde van rood-wit-zwart. Deze werd onder de driehoek genaaid. Deze mensen werden zeer streng bewaakt door de nazi's.

### Buitenlanders

Merkteken voor een Tsjechisch gevangene

Polen, Tsjechen, Fransen, ... kregen ook een speciale aanduiding. Hun merkteken bestond uit een rode driehoek (net als politieke tegenstanders) met daarin een letter. Zo kregen de Polen een P, de Tsjechen een T, de Fransen een F, de Italianen een I, de Hongaren een U, etc... De S is niet helemaal duidelijk (zie verder), maar zou op opgepakte Spaanse vluchtelingen kunnen slaan (zie onder).

### Strafbataljons
Zij die ingedeeld waren bij een strafbataljon, kregen onder hun driehoek nog een kokarde van zwart-wit-zwart en werden aan een strenger regime blootgesteld.

### Overig

Merkteken voor vermoede criminele activiteiten

Er zijn ook merktekens gevonden met een S erop. Waarschijnlijk staat dit voor Sicherheitsverwahrter. Mensen met dit embleem zijn dus preventief aangehouden. Het zou ook kunnen slaan op Spaanse gevangenen, bijvoorbeeld naar Frankrijk gevluchte republikeinen die tegen Franco hadden gevochten en na de bezetting door de Duitsers waren opgepakt.
Andere typen speciale gevangenen kregen een bruine armband.